# Elżbieta Rączka
Elżbieta Rączka  z domu Lasota (ur. 19 listopada 1970 w Gubinie) – polska lekkoatletka, wieloboistka, wielokrotna mistrzyni Polski.

## Kariera
Wystąpiła w siedmioboju na mistrzostwach Europy w 1998 w Budapeszcie, ale nie ukończyła konkurencji.
Była mistrzynią Polski w siedmioboju w 1994, 1998, 1999 i 2000, wicemistrzynią w 1993 i 1997 oraz brązową medalistką w 1996, 2001 i 2003. Zdobyła również mistrzostwo Polski w hali w pięcioboju w 1994, 1998 i 2001, wicemistrzostwo w 1993 oraz brązowe medale w 1991 i 1997.
Rekordy życiowe:
| Konkurencja                     | Data i miejsce           | Wynik    |
| ------------------------------- | ------------------------ | -------- |
| bieg na 200 metrów              | 4 czerwca 2000, Arles    | 25,08    |
| bieg na 100 metrów przez płotki | 28 sierpnia 1999, Łódź   | 13,87    |
| skok wzwyż                      | 17 maja 1998, Alhama     | 1,81     |
| skok w dal                      | 4 lipca 1999, Praga      | 6,25     |
| pchnięcie kulą                  | 17 maja 1998, Alhama     | 12,80    |
| rzut oszczepem                  | 12 czerwca 1999, Wrocław | 45,16    |
| siedmiobój                      | 4 lipca 1999, Praga      | 6051 pkt |

Była zawodniczką Śląska Wrocław, UNTS Warszawa i Warszawianki.